# Opius erzurumensis
Opius erzurumensis är en stekelart som beskrevs av Fischer 2004. Opius erzurumensis ingår i släktet Opius och familjen bracksteklar. Inga underarter finns listade i Catalogue of Life.